# Edimpi
Edimpi (in französischen Texten auch Yédimbi) ist eine kleine Siedlung an einer Oase im Norden des Tschad in der Provinz Tibesti, etwa 85 km südöstlich von Bardaï.

## Geografie
Der Ort liegt am nördlichen Rand des Tibesti-Gebirges unweit des Berges Tarzo Toon und ist durch eine Pistenstraße mit Aderke und der Provinzhauptstadt Bardaï verbunden.
Edimpi liegt in einem vergleichsweise dicht besiedelten Teil des Tibesti. Die Nachbaroasen sind Ouanofou (6 km nordwestlich), Kamay und Yountiou (6 bzw. 5 km nordnordöstlich) sowie Nema Nemasso (16 km südlich).

## Geschichte
Der österreichische Ethnologe Peter Fuchs erwähnt in seinem Buch „Die Völker der Südostsahara“ (1961) erbitterte Kämpfe zwischen verschiedenen Tubu-Gruppen um Edimpi, bei denen der Clan der Taizera am Ende die Clans der Funtia und Dirsina aus dem Bardaï- und Zummeri-Tal vertrieben hätte: „Die Taizera besetzten jedoch die verlassenen Ortschaften Uonofo, Edimpi und Aderké, wo sie sich dem Bodenbau widmeten. Man nimmt an, dass durch die Taizera die Kulturen des Bardai- und Zummeri-Tales einen neuen Aufschwung nahmen.“ Und an anderer Stelle: „Nun besetzten die Taizera die Orte Uonofo, Edimpi und Aderké, wo sie immer noch leben. Die Taizera sind sehr zahlreich. Sie besitzen große Palmerien und haben sich mit den Tomagra durch Heirat verbündet. Sie sind ausschließlich Bauern. Bei der Wahl und Einsetzung des Derde der Arna des Tibesti spielen sie eine wichtige Rolle.“